# Первомайское (Знаменский район)
Первомайское — посёлок в Знаменском районе Тамбовской области. Входит в состав Воронцовского сельсовета.

## География
Посёлок находится в центральной части Тамбовской области, в лесостепной зоне, на берегах реки Цна, на расстоянии примерно 8 километров (по прямой) к северу от Знаменки, административного центра района. 

### Климат
Климат характеризуется как умеренно континентальный, относительно сухой, с тёплым летом и холодной продолжительной зимой. Среднегодовое количество осадков составляет около 550 мм, из которых большая часть выпадает в тёплый период. Снежный покров устанавливается в середине декабря и держится в течение 138 дней.

### Часовой пояс
посёлок Первомайское, как и вся Тамбовская область, находится в часовой зоне МСК (московское время). Смещение применяемого времени относительно UTC составляет +3:00.

## Население
| 2010 |
| ---- |
| 2485 |

## Инфраструктура
Медсанчасть, стадион Звезда, отделение почты, школа, детский сад "Солнышко", отделение полиции, гостиница "Цна", хостел.

## Достопримечательности
Бюст Героя Советского Союза, летчика-космонавта Германа Степановича Титова, Православный храм